# Jan Swerts
Jan Swerts (25. prosince 1820 Antverpy – 11. srpna 1879 Mariánské Lázně), celým jménem  Jan Eugène Emmanuel Swerts,  byl vlámský malíř, aktivní především v Belgii a Anglii v autorské dvojici s Godfriedem Guffensem při výzdobě kostelů ve stylu nazarenismu. V letech 1874–1879 byl ředitelem a učitelem malířství na Akademii výtvarných umění v Praze.

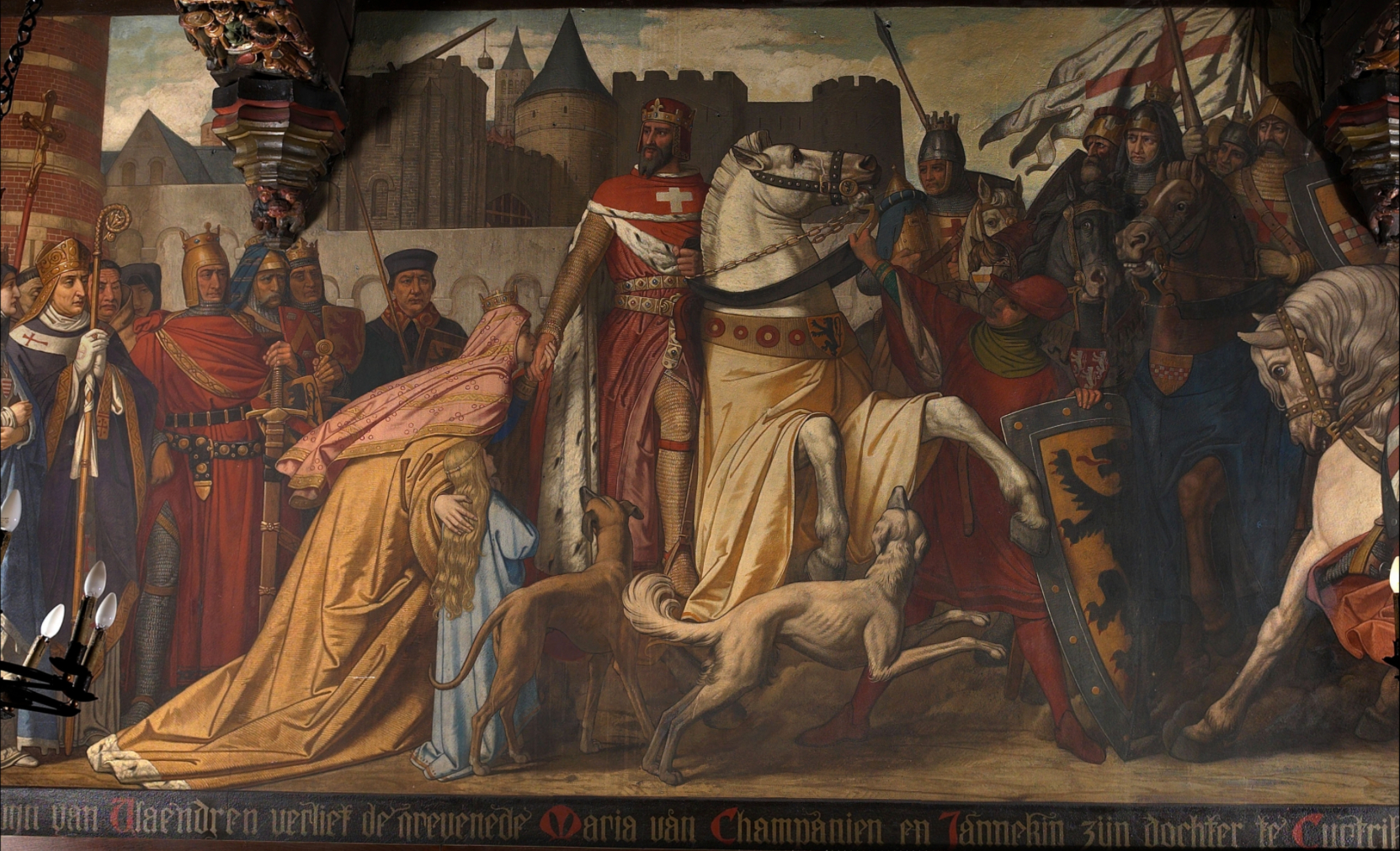
Kníže Balduin I. se při odjezdu na křížovou výpravu loučí s těhotnou manželkou Marií a dcerkou Jannekin; malba v sále radnice v Kortrijku

## Život

### Studium a studijní cesty
Jan Swerts se narodil v Antverpách manželům Janu Gregoriovi Swertsovi a Anně Marii Swertsové, rozené Van Rooy. Oba rodiče byli Vlámové a pocházeli z okolí Antverp. V letech 1838–1847 vystudoval na Královské akademii krásných umění v Antverpách historické a náboženské malířství v ateliéru malíře historií Nicaise De Keysera (1813–1887). Jeho spolužákem byl Godfried Guffens (1823–1901), který se mu stal nejbližším přítelem a spolupracovníkem po většinu kariéry. První úspěch zaznamenal Swerts s obrazy Svatý Petr ustanoven náčelníkem církve a Les Marguerites, vystavenými roku 1846 v Antverpách. 
Po absolutoriu Akademie v roce 1848 podnikl spolu s Guffensem studijní cestu do Paříže, kde se setkali například s Hippolytem Delaroche (1797–1856) a Ary Schefferem (1795–1858). Rovněž zde vystavovali své obrazy, především s náměty z nizozemských dějin a vlámské literatury. Roku 1848 oba získali stříbrnou medaili na bruse̹̹̟lské výstavě. 
Roku 1850 společně cestovali přes Německo do Itálie. Nejdelší dobu se zdrželi v Římě, kde je především ovlivnilla setkání s německými malíři nazarénské školy, byli to Friedrich Overbeck, Peter Cornelius a Julius Schnorr von Carolsfeld, dále také Franz Ittenbach. Studovali antické památky v Římě, Pompejích a jinde, italskou přírodu i křesťanské umění. Na cestě zpět se zastavili v Praze. 
- Souveniers d’un voyage artistique en Allemagne bylo společné album grafických listů podle skic, které vytvořili během dvou studijních cest do Německa [4] [2]

V letech 1852–1853 bydlel a maloval v Itálii ve Florencii, s povolením kopírovat obrazy v galerii Uffizzi.

### Praxe Antverpy, Vlámsko
Po návratu do Belgie v roce 1852 získal Swerts s Guffensem několik velkých zakázek. K nejvýznamnějším patřily:
- nástěnné malby v chrámu Panny Marie (Onze-Lieve-Vrouwekerk) ve vlámském městě Sint-Niklaas
- výzdoba antverpské budovy burzy (Handelsbeurs; zničena krátce po dokončení velkým požárem v noci z 2. na 3. srpna 1858),
- nástěnné malby v kostele sv. Jiří (Sint-Joriskerk) v Antverpách
- náxtěnné malby v cechovní síni (Lakenhalle) v Yprách [6] (zničena během 1. světové války)[7].
- výzdoba sálu gotické radnice v Kortrijku (Courtrai) v letech 1872–74, poslední společné dílo Swertse a Guffense.[6]

### Anglie
Swerts s Guffensem několik let malovali v Anglii. Pokračovali ve výzdobě kostelů po zemřelém francouzském malíři Flandrinovi (1809–1864). Proslavili se i malbami v Ince Blundell Hall, soukromém paláci se sbírkou antických soch u Liverpoolu. 
Dvojice uspořádala řadu výstav a získala několik uměleckých cen. Po zmiňované bruselské ceně z roku 1848 to byla zlatá medaile v témže městě roku 1854, titul Rytíře řádu Leopoldova v Antverpách 1855, účast na světové výstavě v Mnichově 1858 a Paříži v roce 1867. Když v roce 1861 postihly Holandsko velké povodně, zorganizovali Swerts s Guffensem benefiční výstavu, kterou navštívil i král a udělil jim čestný řád. Oba malíři se postupně stali členy německých uměleckých spolků, amsterdamské akademie a Institut de France. Spolupráce Swertse a Guffense skončila v roce 1874, i když přáteli zůstali i nadále. 

### Rodina
V roce 1853 se Swerts oženil. Jeho manželka Josefina Maria Hoorenbeke (1819–?), zvaná Mimi, pocházela rovněž z Antverp. V manželství se narodily tři děti: Walter (* 1855) Berta (* 1859) a Jan (* 1861). Po přestěhování do Prahy bydleli od školního roku 1874–1875 v tehdejší budově Akademie, v Klementinu čp. 190/I.

## Praha
V letech 1874–1879 byl ředitelem Akademie výtvarných umění v Praze a vedl ateliér pro monumentální malířství. Současníci jeho generace jej respektovali pro evropský rozhled, který přinesl do poněkud provinčního pražského uměleckého života. Někteří žáci ho uznávali (Brožík, Ženíšek), jiní odmítali pro strnulý akademismus a nazarenismus (Aleš).  
V letech 1876–1878 vytvořil:
- Upomínka na Itálii (1876), olejomalba, oceňovaná pro technickou dokonalost při zachycení světla a stínu
- Dirk z Assende předčítá Beatrici Flanderské, (1876), kresba[10]
- Scény ze života sv. Anny a Panny Marie, nástěnné malby v kapli sv. Anny Svatovítského chrámu (společně se žáky Akademie B. Roubalíkem a F. Ženíškem a s absolventy Akademie  E. Laufferem, Františkem Čermákem).[11]
- Portrét kardinála Schwarzenberga, kresba (1878)
- Kardinál Schwarzenberg odevzdává znaky papežské moci nově zvolenému Lvu XIII. (1879) – již nedokončil.

### Žáci
Mikoláš Aleš, Václav Brožík (1874–1875), Jindřich Bubeníček, Felix Jenewein, Lev Lerch, Emanuel Krescenc Liška, Josef Mukařovský, Bohumír Roubalík, Jakub Schikaneder, Jaroslav Věšín, František Ženíšek

### Úmrtí a hrob
Zemřel na ochrnutí mozku. Jeho nástupcem v čele AVU se stal Antonín Lhota.
Podle některých zdrojů je pohřben na Olšanských hřbitovech v Praze, dobový tisk ale informoval o pohřbu v Mariánských Lázních. Na Olšanských hřbitovech je v každém případě pochován jeho syn Walter Swerts (1855–1876), který zemřel v Praze během návštěvy rodičů (viz přiložený obrázek).

### Reference

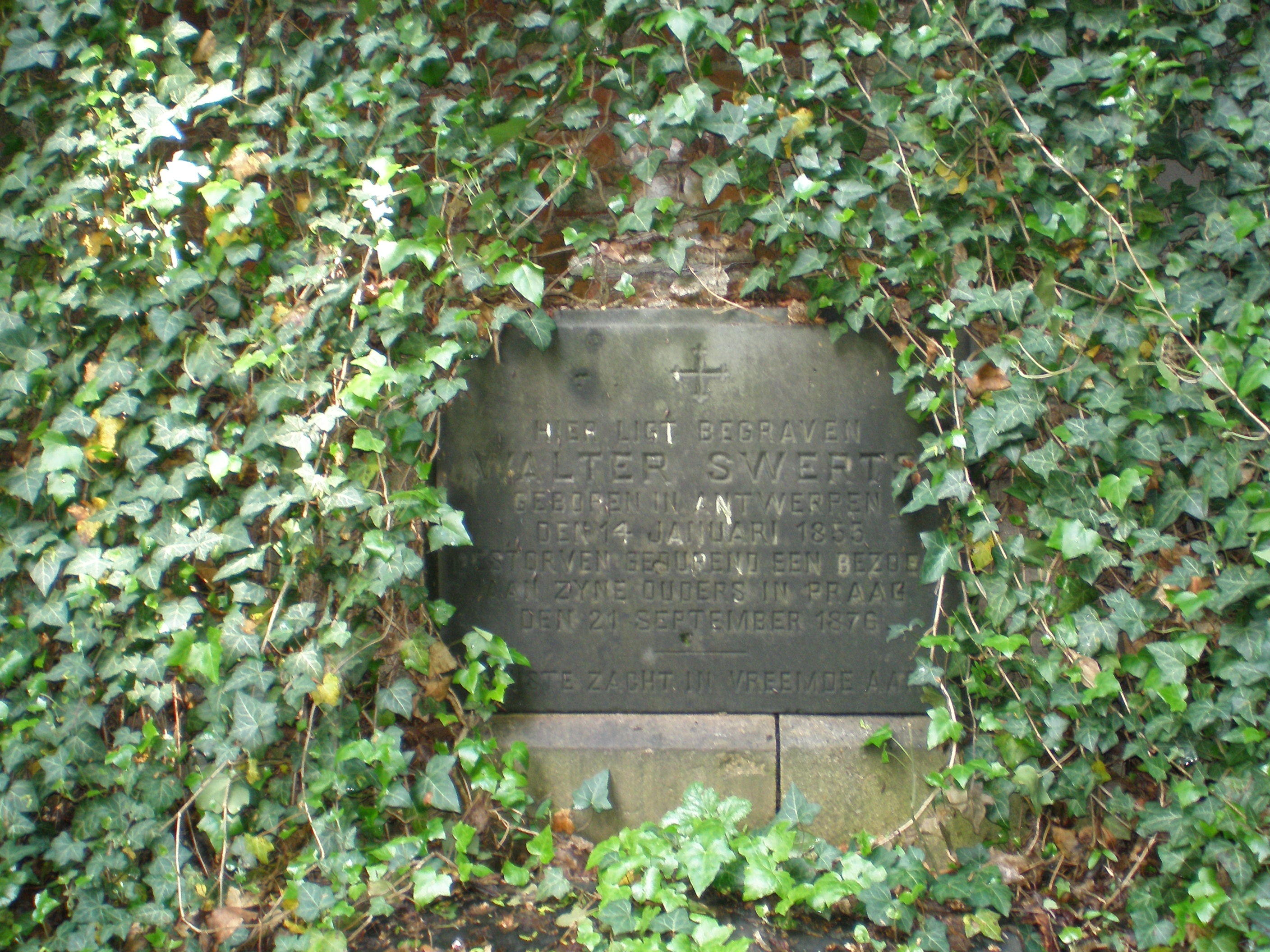
Hrob Waltera Swertse (1855–1876) na Olšanských hřbitovech